# Chapelle Sainte-Barbe du Faouët
Pour les articles homonymes, voir Chapelle Sainte-Barbe.
La chapelle Sainte-Barbe est située sur la commune du Faouët dans le Morbihan, à un kilomètre et demi au nord-est du bourg. Étape sur un des chemins bretons du pèlerinage vers Saint-Jacques-de-Compostelle et sanctuaire attirant de nombreux fidèles lors du pardon de sainte Barbe, le site a été aménagé dans le but de faciliter les processions et pèlerinages, avec son immense esplanade qui fait office de placître, l'escalier monumental avec rampe sur balustres et la chapelle.

## Historique
La chapelle s'élève à 178 mètres d'altitude sur une plateforme à flanc de la falaise de Roc’h ar marc’h bran (littéralement le « roc du cheval corbeau », animaux de la mythologie celtique suggérant sur ce site un culte qui remonte à une époque préchrétienne, peut-être en lien avec la fontaine à dévotion), en surplomb du cours torrentueux de la rivière Ellé (100 mètres plus bas). Elle est construite du XVIe siècle au XVIIIe siècle, les principaux travaux étant réalisés de 1489 à 1512. Selon la légende locale, elle est le résultat du vœu d'un seigneur de Locmalo, Jean de Toulbodou, qui, pris dans un orage à cet endroit lors d'une chasse, promit d'édifier un lieu de culte à sainte Barbe s'il échappait à la foudre, à l'endroit où s'arrêterait un énorme bloc qui dégringolait vers lui,. Le lendemain Toulbodou achète le terrain au baron du Faouët, Jehan de Bouteville, et fait entreprendre sa construction à partir du 6 juillet 1489. En réalité, la construction a probablement été encouragée par les seigneurs du Faouet, les Du Fresnay très actifs dans la paroisse profonde, afin de favoriser les dons des fidèles lors du pardon de sainte Barbe et des pèlerins de Saint-Jacques-de-Compostelle, la construction ultérieure de l'escalier monumental facilitant les processions et pèlerinages.
La chapelle garde le souvenir de Sébastien Le Meur qui, en 1700, réalise l'aménagement du site par des escaliers monumentaux.
Vers la fin de l'Ancien Régime, la chapelle Sainte-Barbe du Faouët (avec 1 140 livres de revenus annuels estimés), était la cinquième de l'évêché de Cornouaille pour le montant de ses revenus constitués essentiellement par les offrandes des pèlerins, donc probablement le cinquième pèlerinage le plus fréquenté de l'évêché. 
Elle fait l'objet d'un classement au titre des monuments historiques par arrêté du 16 octobre 1906 et la maison du garde en surplomb d'une inscription par arrêté du 25 septembre 1928.

## Pardon
La chapelle est toujours le lieu d'un pardon, tenu le dernier dimanche de juin et le 4 décembre, jour de la sainte Barbe, et attirant de nombreux fidèles, notamment lors des grands périls (guerres mondiales) ou pour guérir de maladies neurologiques (peurs, angoisses). Faute de comité qui organise un repas lors de cette fête, comme le font les autres comités lors des autres pardons, la fréquentation de ce qui fut jadis un des plus grands pardons bretons décline, au point de menacer sa pérennité. L'affluence touristique décline elle aussi : lors de la saison estivale de 2009, le site n'attire plus quotidiennement que 1000 à 1500 personnes.

## Architecture et ornements
La chapelle est précédée sur le plateau en surplomb d'une esplanade qui comprend une maison de garde (datant du XVIIe siècle) qui était historiquement un pavillon de chasse avant d'être occupée par les gardiens depuis 1910. La maison possède un étage carré et une tour d'escalier circulaire. À proximité se trouve un campanile qui abrite la cloche de pèlerins qui, selon la légende locale, fait fuir la foudre. Traditionnellement, chaque pèlerin la fait sonner en arrivant afin de s'attirer les bénédictions du ciel mais de nombreux visiteurs s'amusent également à la faire sonner. La cloche de 440 kg, comme indiqué dessus, a été fondue en 1808, à Nantes, par le père fondeur Chatel. Fendue, elle a été restaurée en 2009.
L'accès à la chapelle se fait par un monumental escalier de style Renaissance, datant de 1700, constitué d'un système de quatre rampes sur plan cruciforme et orné de balustres de style Louis XIII : une première volée conduit du parvis à un palier d'où divergent, à l'ouest une volée montant vers l'esplanade, à l'est une passerelle soutenue par un arc en plein-cintre, donnant accès à l'oratoire Saint-Michel, chapelle en granite construite sur un éperon rocheux (selon la tradition locale, cette chapelle est l'objet du rite du jeu des anneaux : les dévots, pénitents ou les garçons du pays voulant montrer leur virilité le jour du pardon et de la fête de Sainte-Barbe, en font le tour en se cramponnant mains dans les anneaux de fer scellés dans le roc et pieds dans les interstices rocheux, ; vers le sud, une volée dévale vers le chemin de terre qui mène sous l'arche en plein cintre soutenant la passerelle ; vers le nord, le grand escalier de 78 marches mène à un ossuaire aménagé dans un renfoncement de la paroi rocheuse (la façade de cet ossuaire est insérée dans le mur de soutènement et percée d'une porte et de trois baies jumelées), puis à la chapelle de style gothique flamboyant. Cette dernière n'est constituée, du fait de l'étroitesse du lieu, que d'une seule travée et d'une abside. En raison des contraintes topographiques, elle présente l'originalité de ne pas être orientée dans l'axe traditionnel Ouest/Est, mais dans un axe Sud-Est/Nord-Ouest avec une entrée principale au Sud-Ouest. La porte du clocher possède un fronton daté de l'année 1743, les deux portails de la façade occidentale sont composés chacun de deux portes jumelées surmontées d'un tympan ajouré. Les voûtes d'ogive de la chapelle sont épaulées par des contreforts surmontés de pinacles ornés de gargouilles. La chapelle doit à ses dimensions réduites d'être voûtée en pierre, alors qu'elles sont généralement faites en bois à cette époque, et en croisée d'ogive.
L'abside, formée de trois pans, comporte le chœur liturgique limité par un degré à découpe centrale cintrée et fermé par une grille de communion. Cette clôture de chœur en fer forgé réalisée au XVIIIe siècle, de plan convexe au centre et droit sur les côtés, est munie d'un portillon central. Elle est décorée de rouleaux à noyaux avec pistils à graines et d'entrelacs de C et de S à volutes. Sous l'autel est visible le gisant de sainte Barbe.
La chapelle est flanquée d'un clocher réduit à une simple tourelle dont la façade sud est notamment percée de trois meurtrières, rappel de celle où la sainte fut emprisonnée par son père furieux et création architecturale en relation avec son culte pour la Trinité. La statue de sainte Barbe placée dans l'ouverture supérieure est moderne.
Cet ensemble a fait l'objet de restaurations en 1869 et de 1913 à 1916.

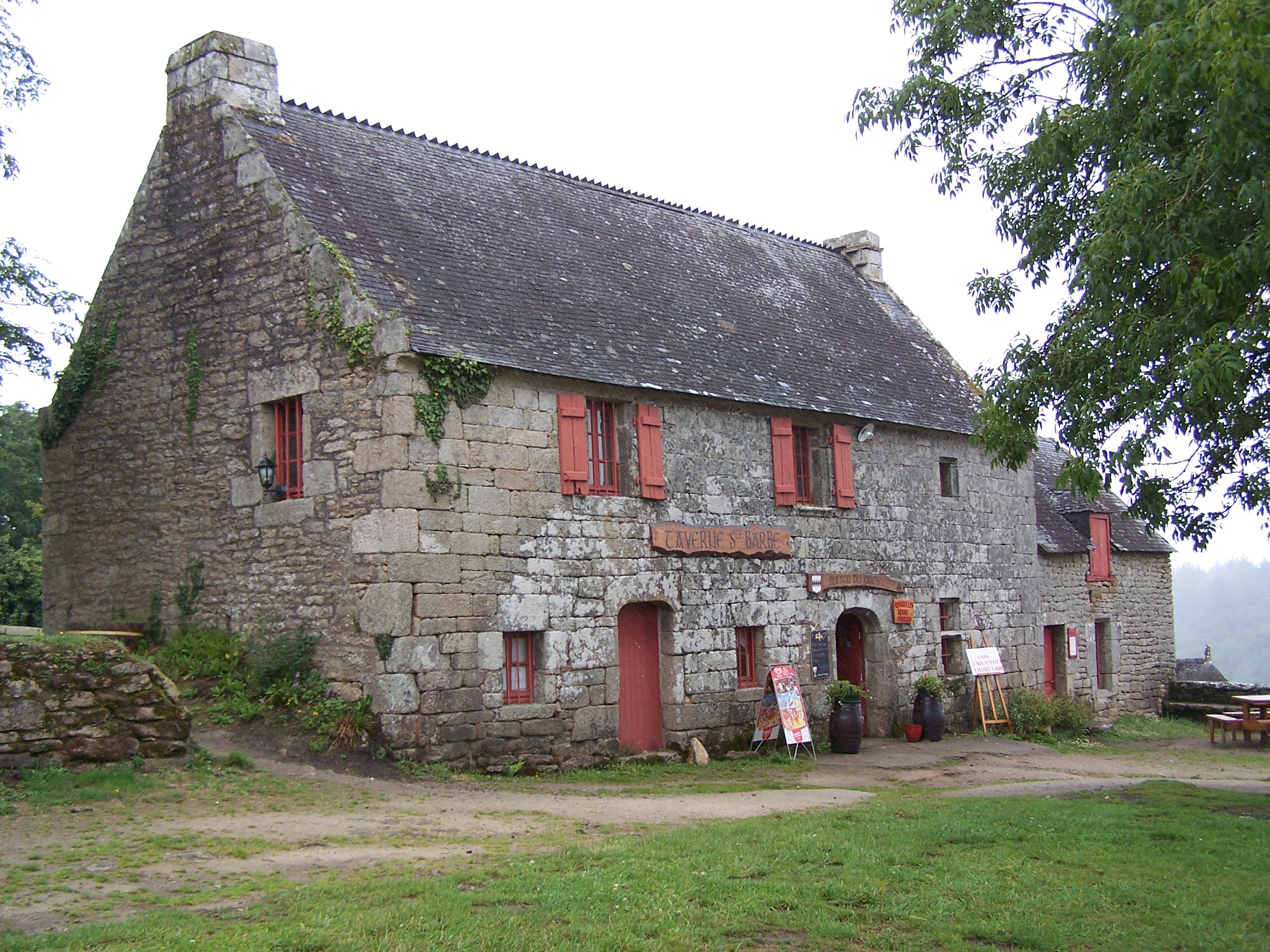
La maison de garde
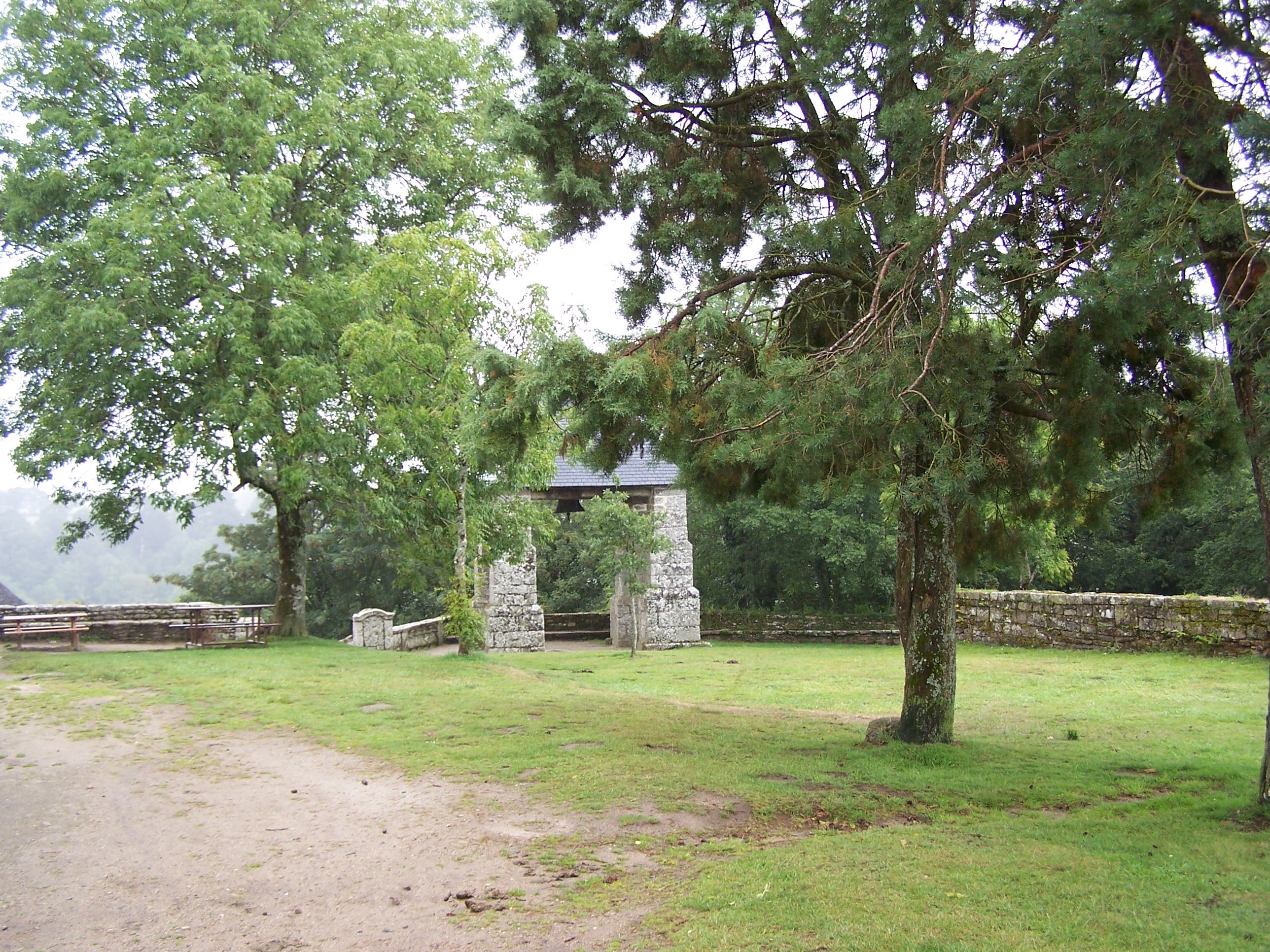
Le campanile où, sous un toit soutenu par des piliers, se balance la cloche des pèlerins
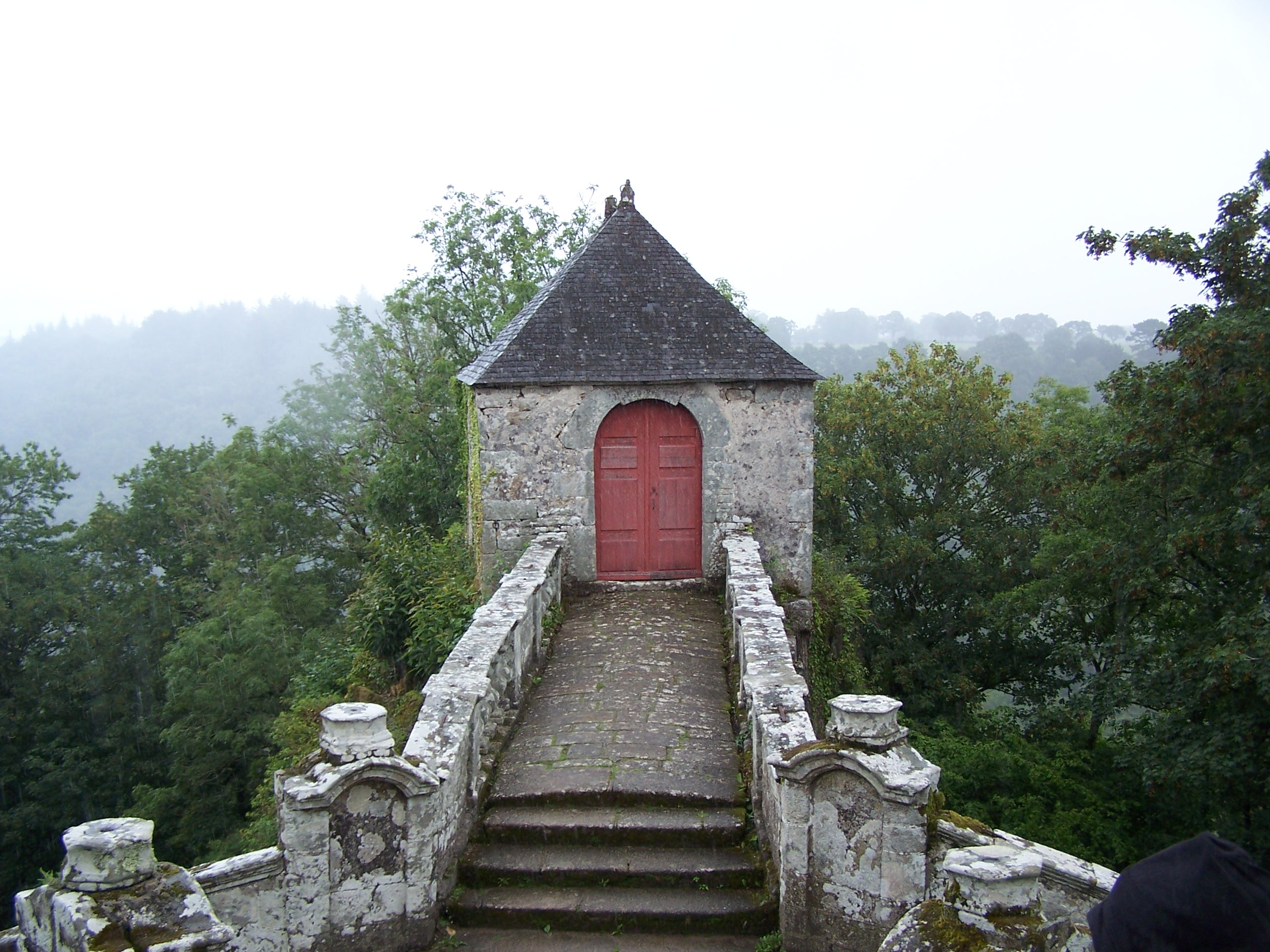
L'oratoire Saint-Michel
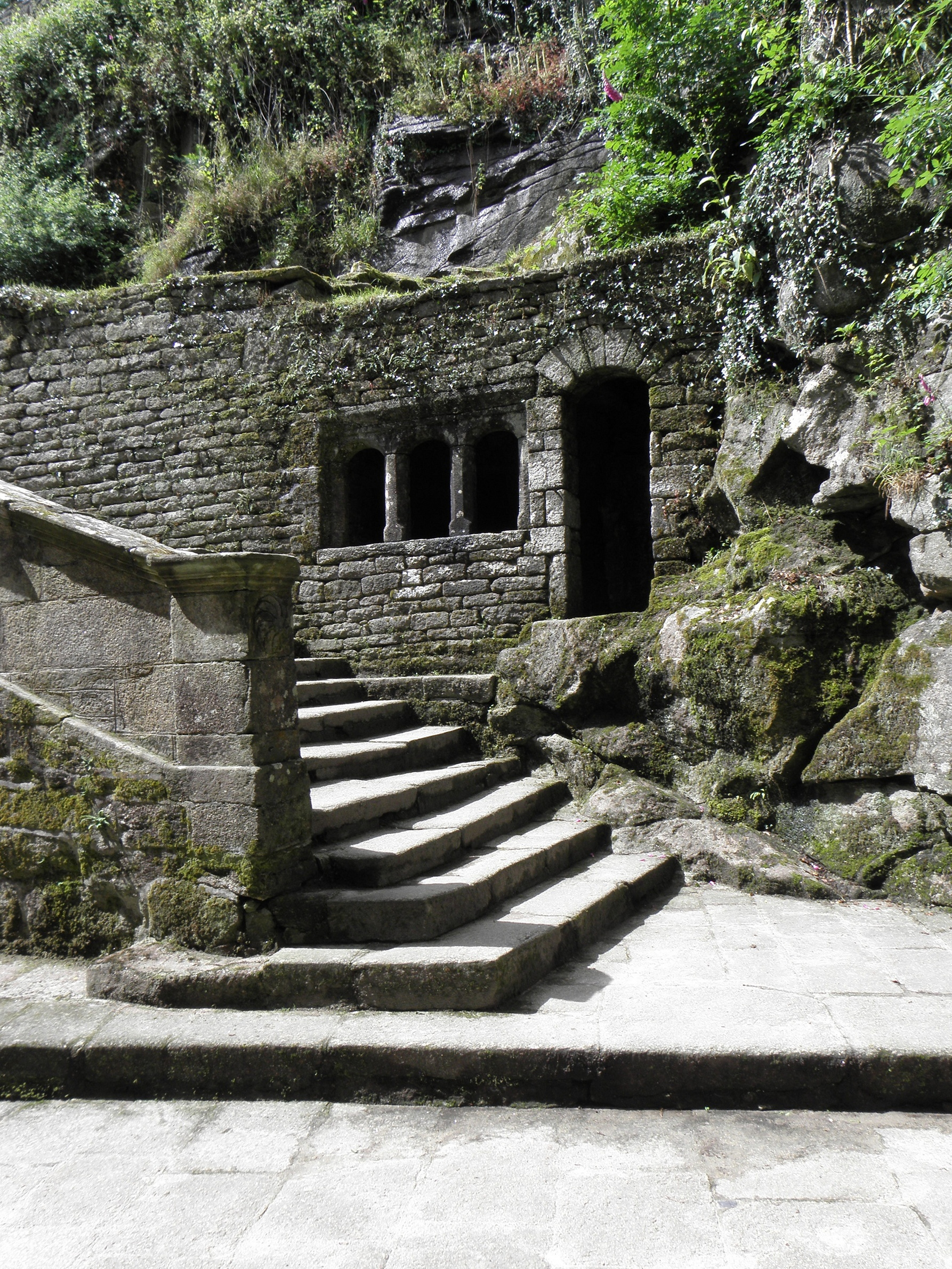
Ossuaire en contrebas de l'escalier
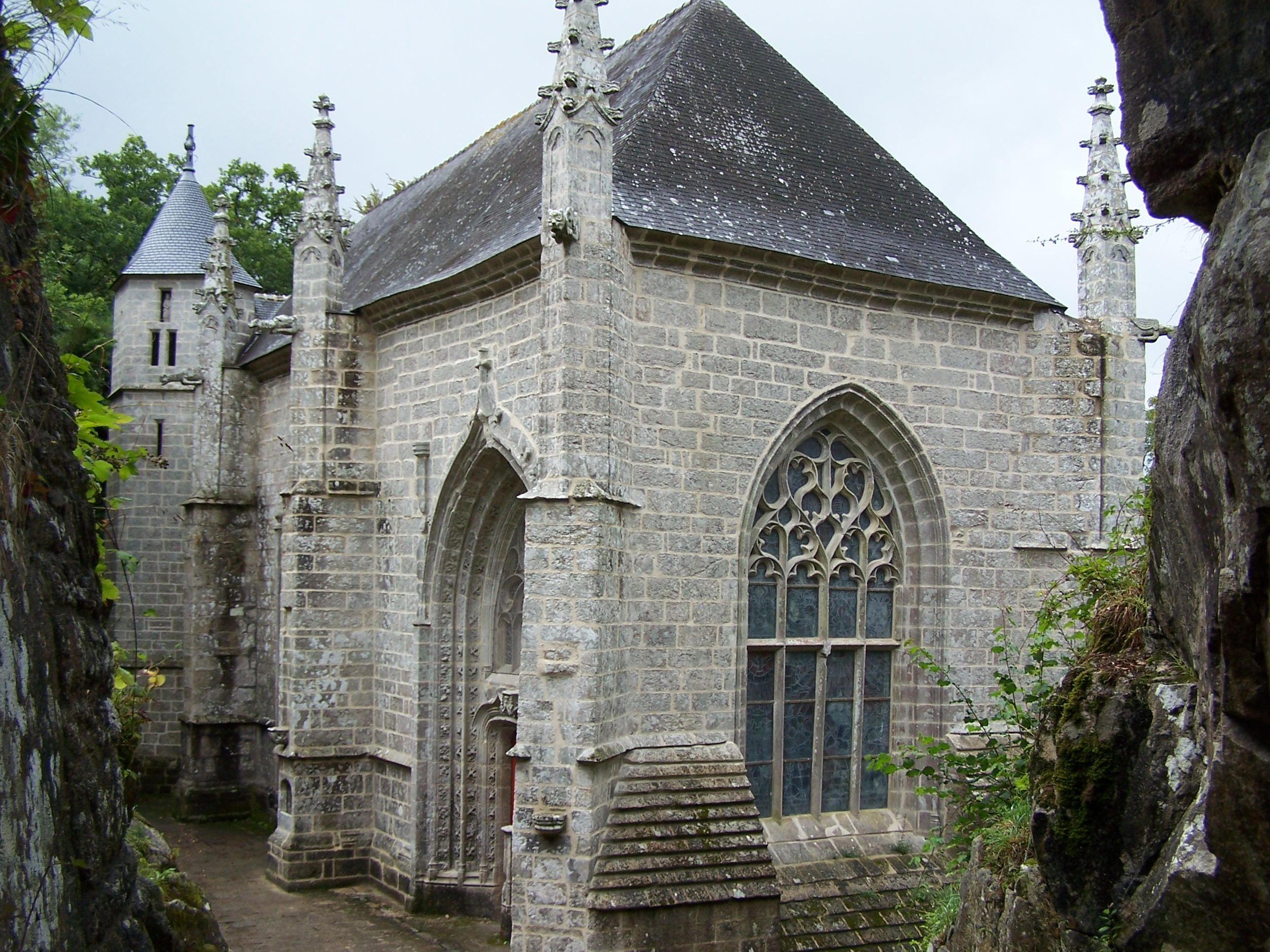
L'arrière de la chapelle

Quatre des vitraux de la chapelle datent du premier quart du XVIe siècle et évoquent la vie (notamment une scène entourée de foudre) et la mort de sainte Barbe, de la Transfiguration, de l'Ascension, et de la Pentecôte. La chapelle abrite de nombreuses statues en bois sculpté ainsi que des ex-voto maritimes.

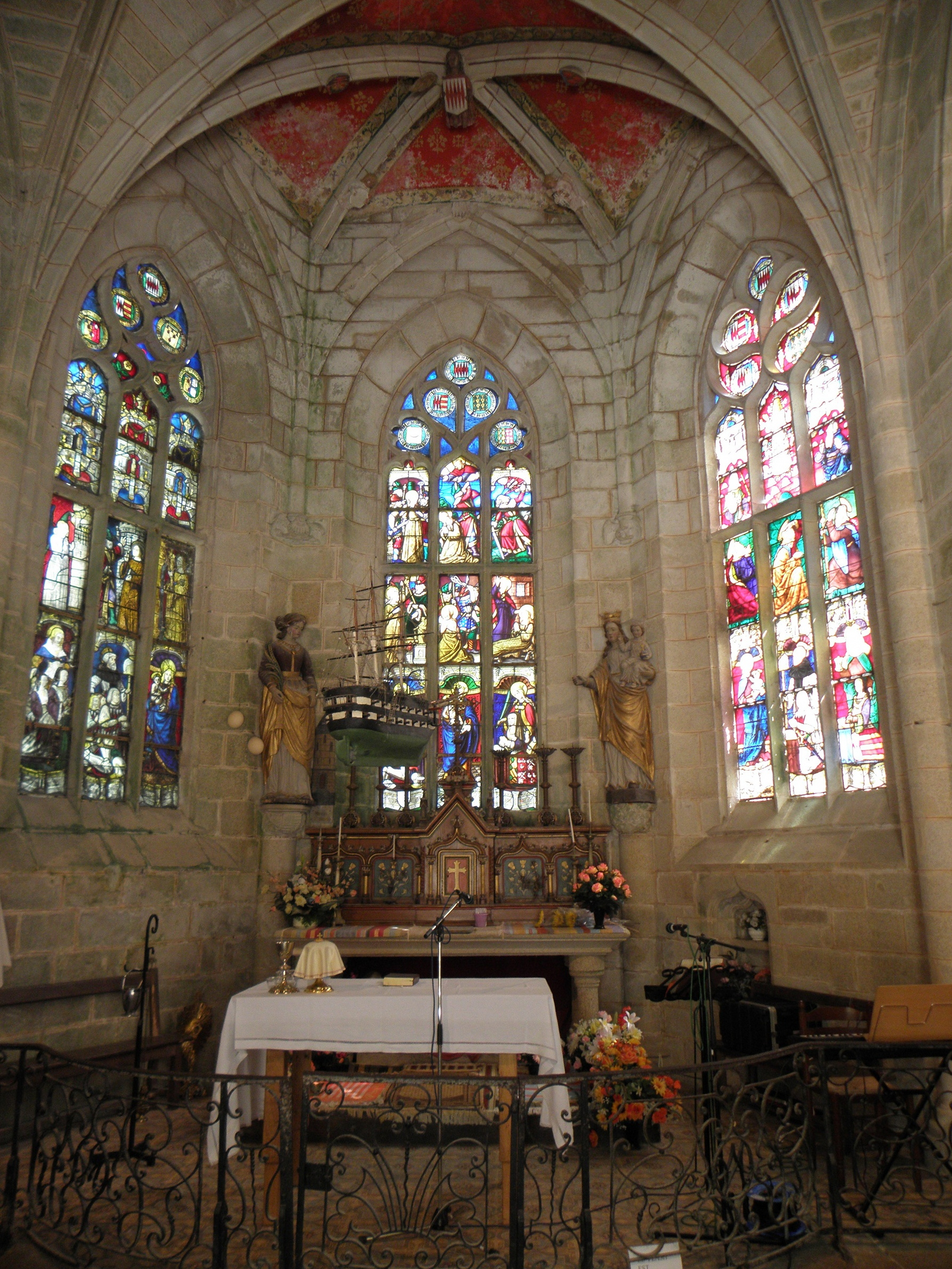
Chœur liturgique débordant dans la croisée
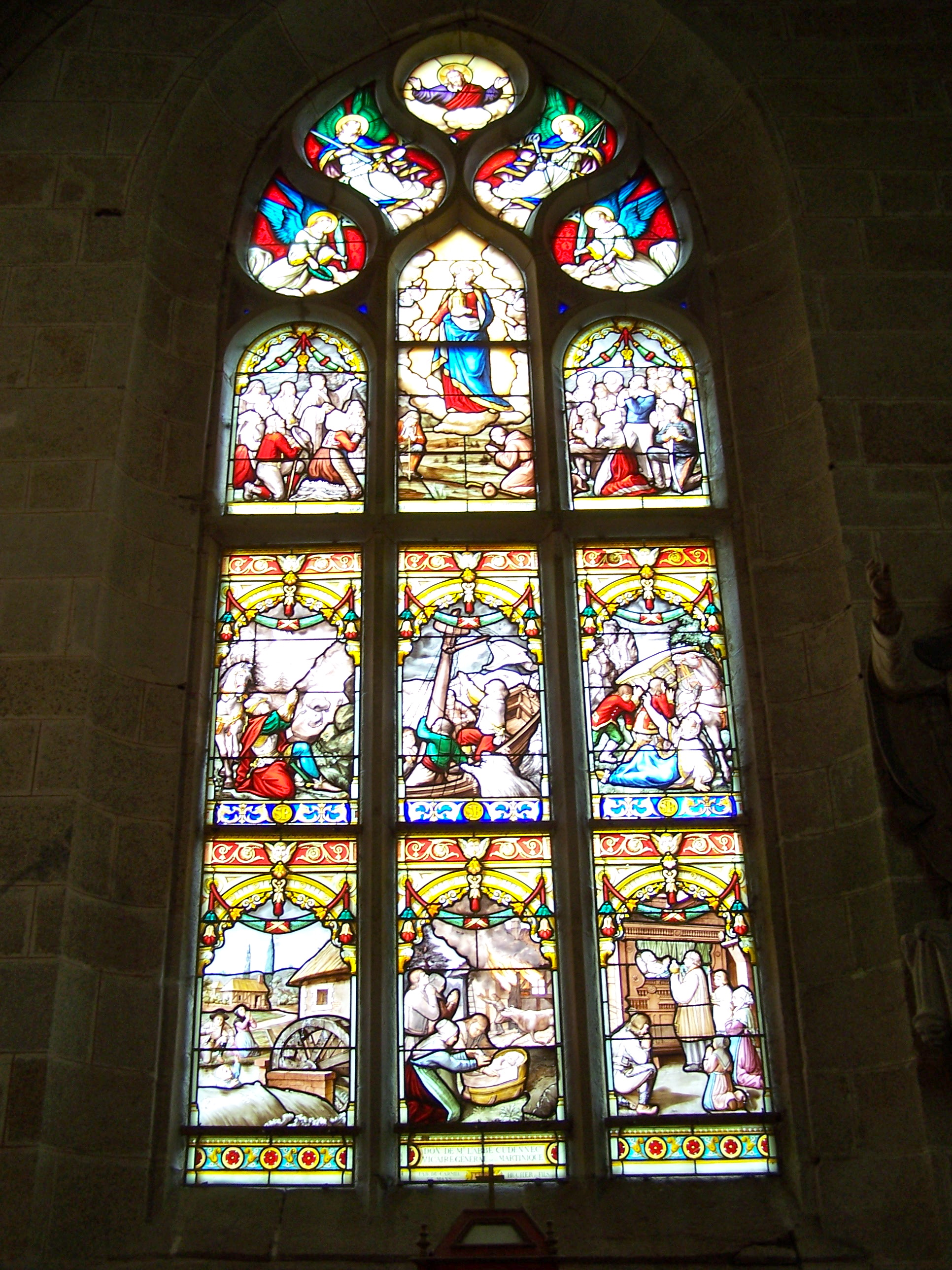
Vitrail des « scènes de foudres »
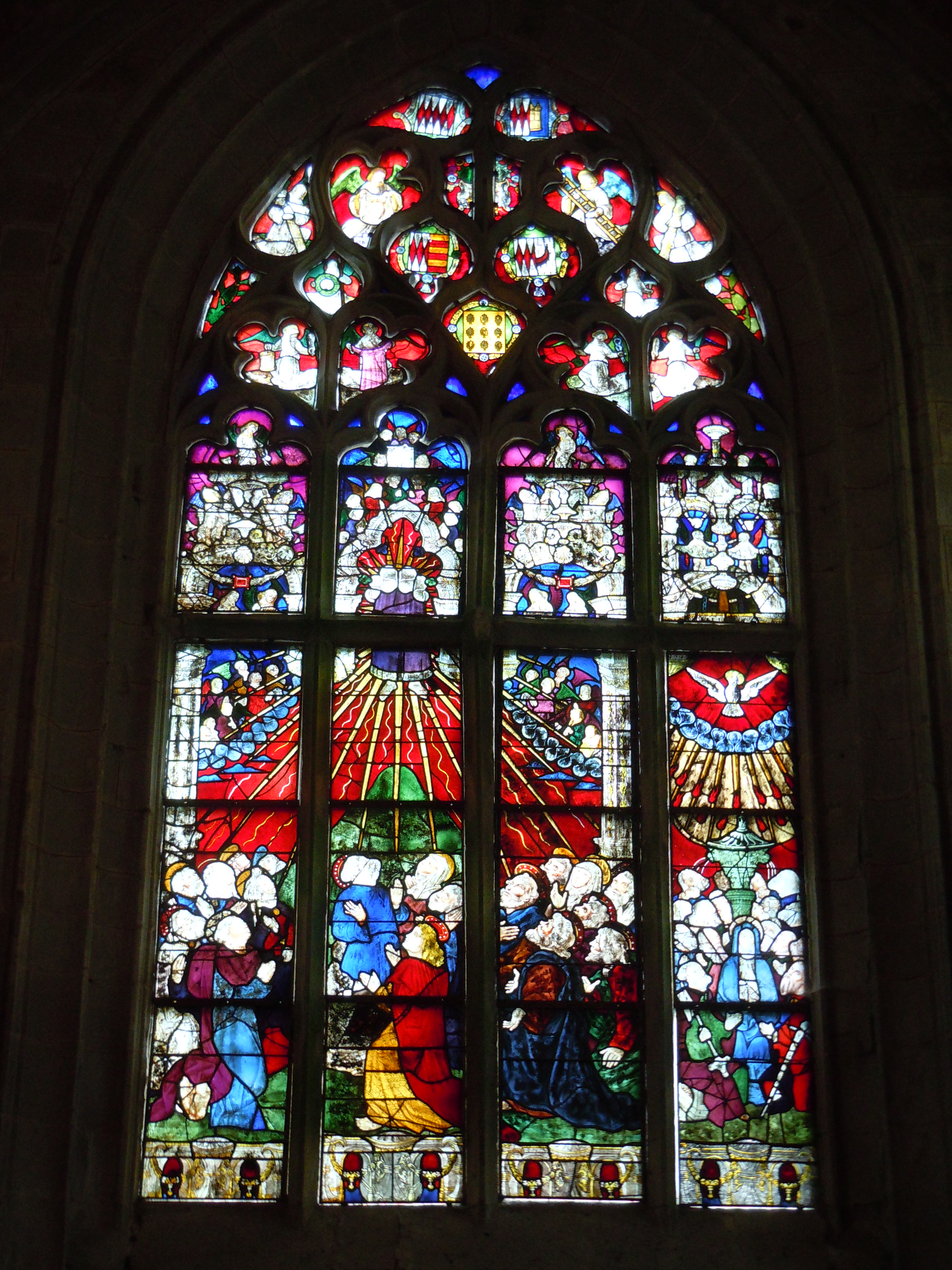
Vitrail de l'Ascension et de la Pentecôte
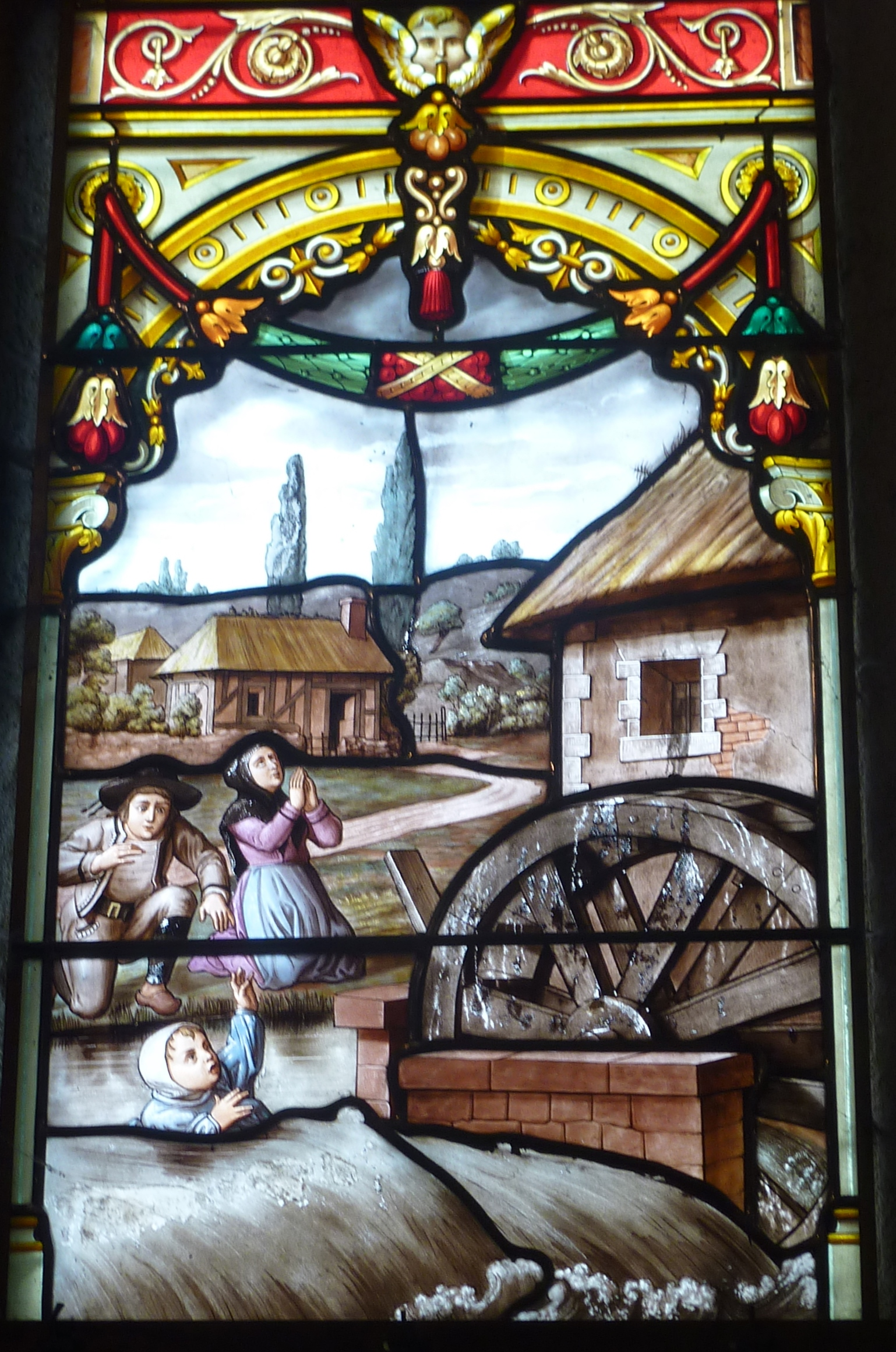
Scène de noyade
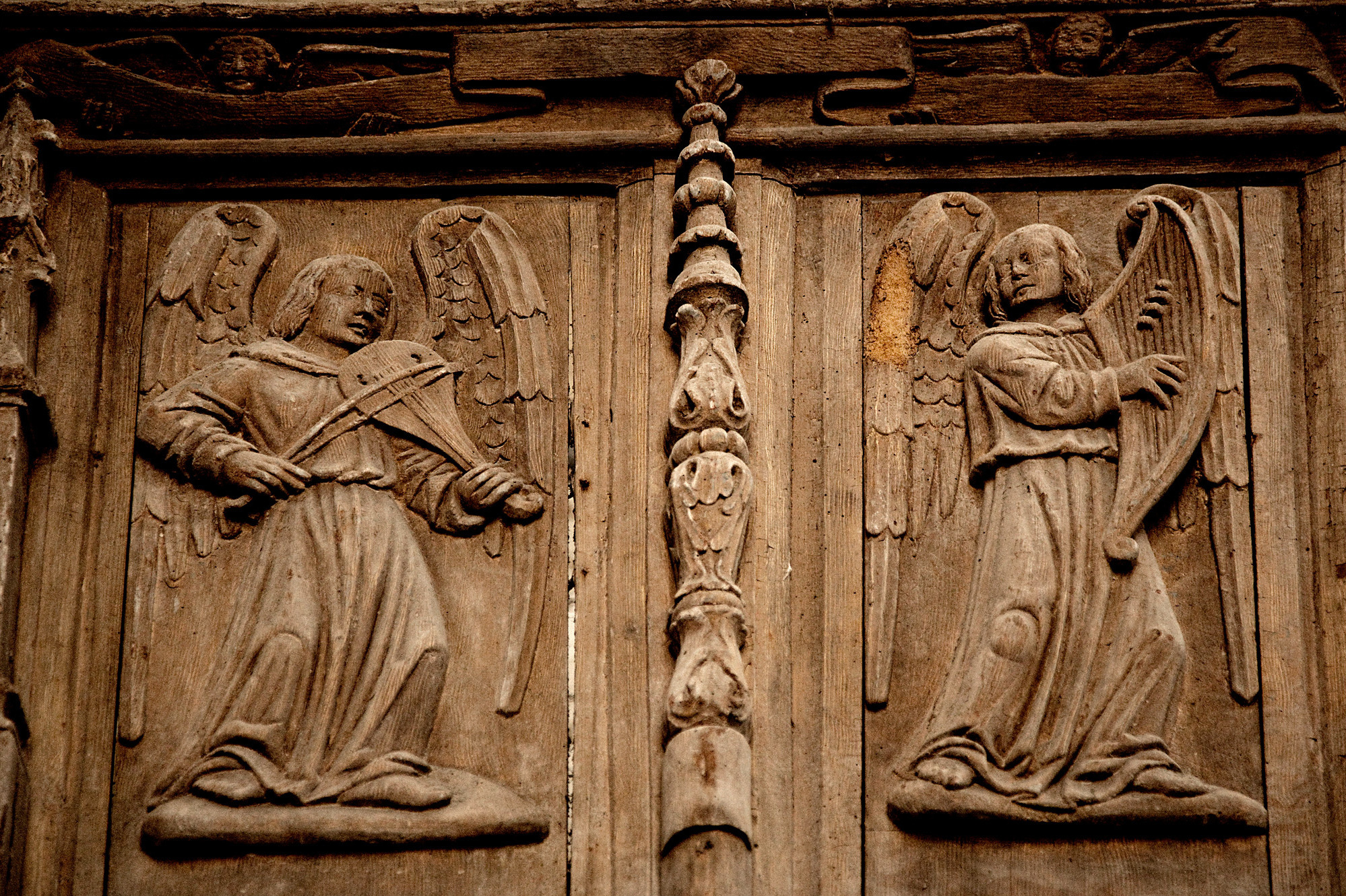
Détail du retable en bois
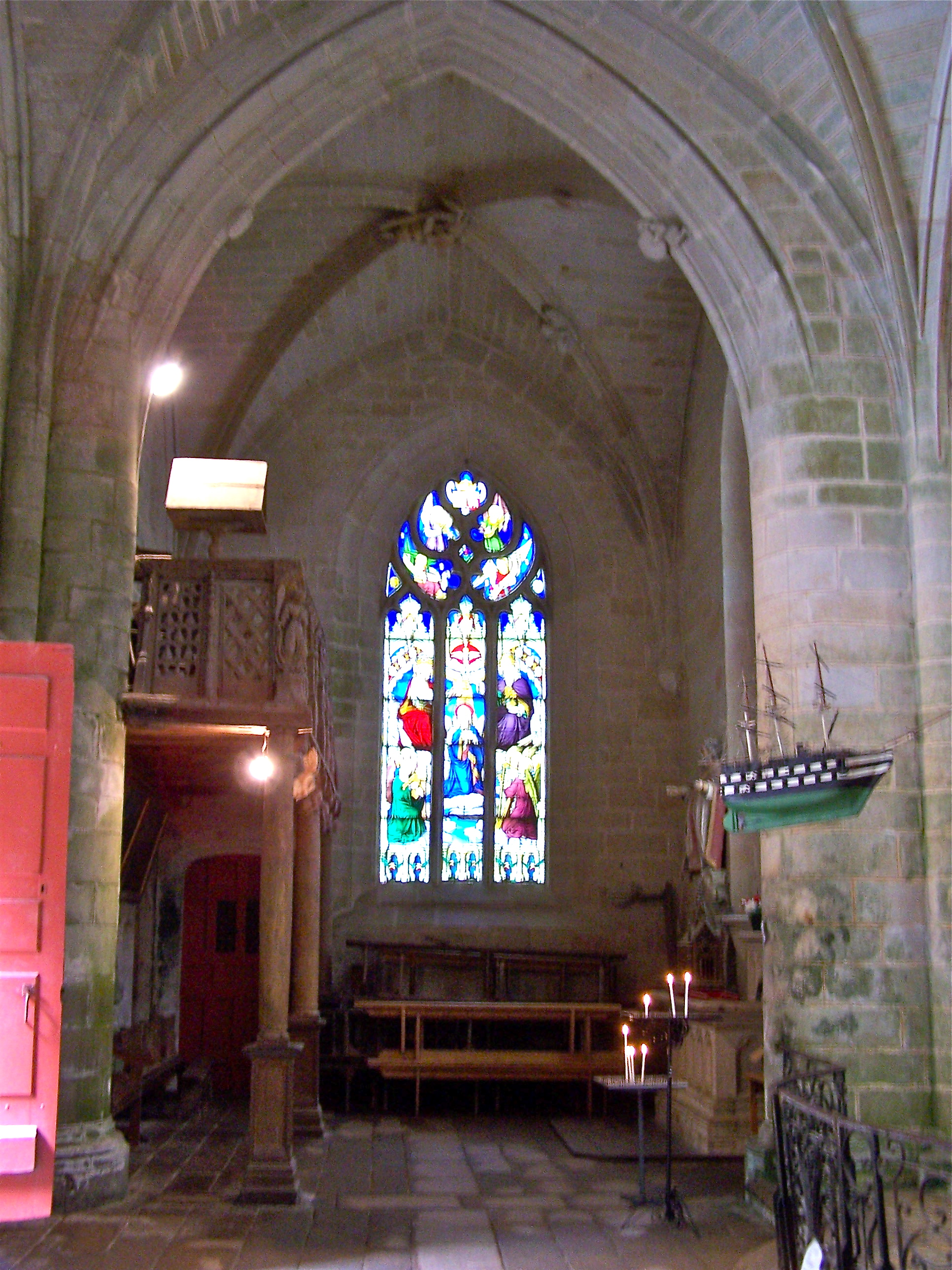
Tribune seigneuriale face à l'autel desservi par une niche-crédence
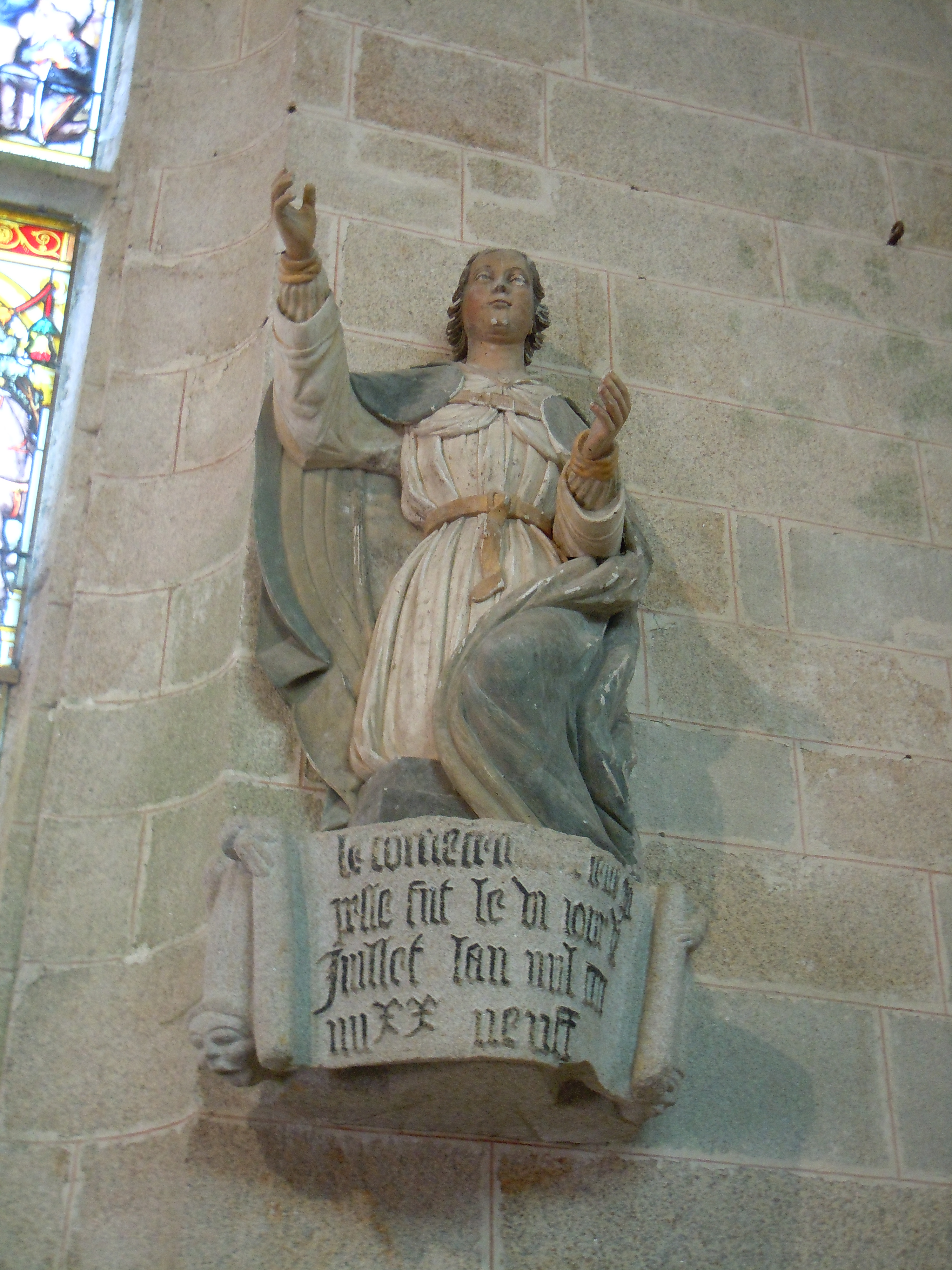
Statue anonyme, l'inscription gravée en caractère gothique[23] sur la console du mur Est du bras Sud donne la date de début des travaux (6 juillet 1489)

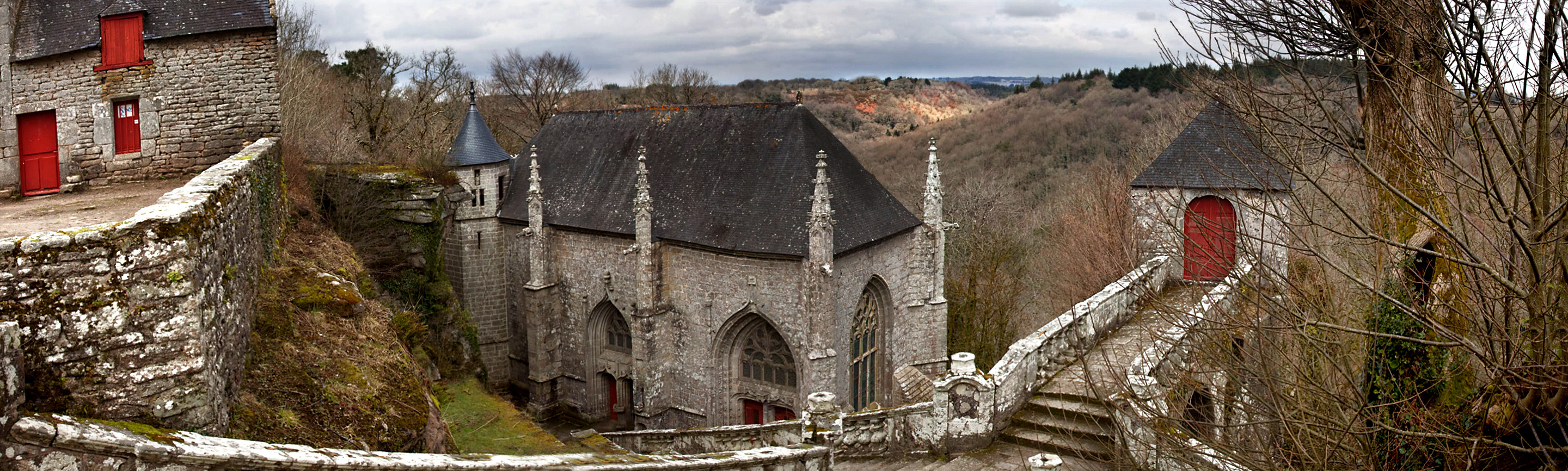
Vue panoramique d'ensemble

La chapelle est l'illustration du rôle que pouvait jouer la noblesse dans la construction d'un édifice religieux, rôle rappelé ici par le foisonnement des insignes de noblesse dans le décor sculpté et peint (au niveau des croisées d'ogives de la voûte et des vitraux). Se retrouvent les armes des Bouteville : « d'argent à cinq fusées de gueules rangées en fasce » et des Toulbodou : « d'or semé de feuilles de houx de sinople », ainsi que celles des familles alliées : les Coêtquenan : « d'azur au château d'or, sommé de trois tourillons de même » ; les du Chastel : « fascé d'or et de gueules de six pièces» ; les Quimerch : « d'hermines au croissant de gueules » ; les Talhouët, seigneur de Crémenec en Priziac : « d'argent à trois pommes de pin de gueules » ; les Kermeno : « de gueules à trois macles d'argent » ; les de la Bouexière : « d'argent à la croix pattée d'azur ».

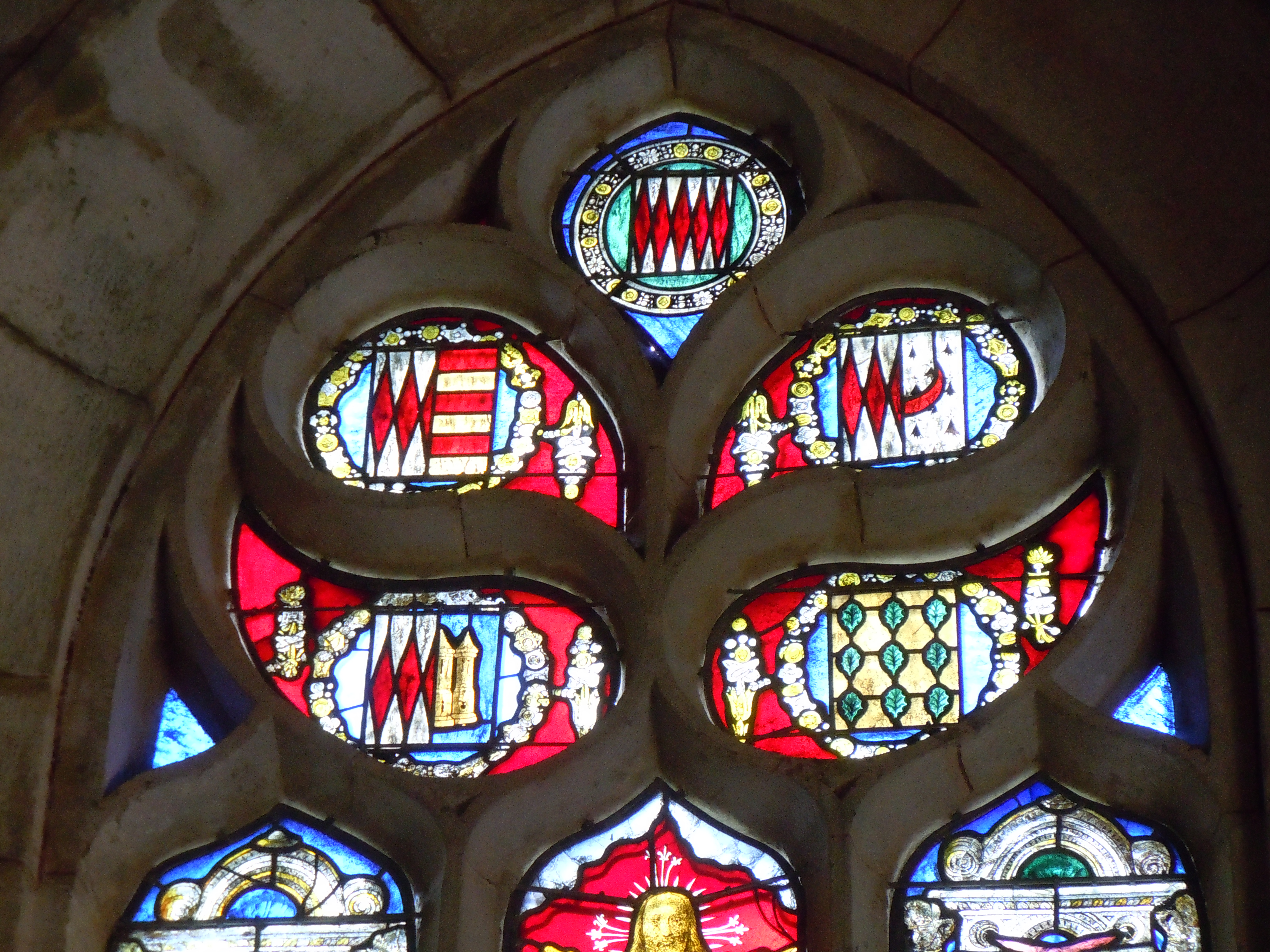
Blasons des familles Bouteville, du Chastel, Quimerch, Coëtquenan et Toulbodou
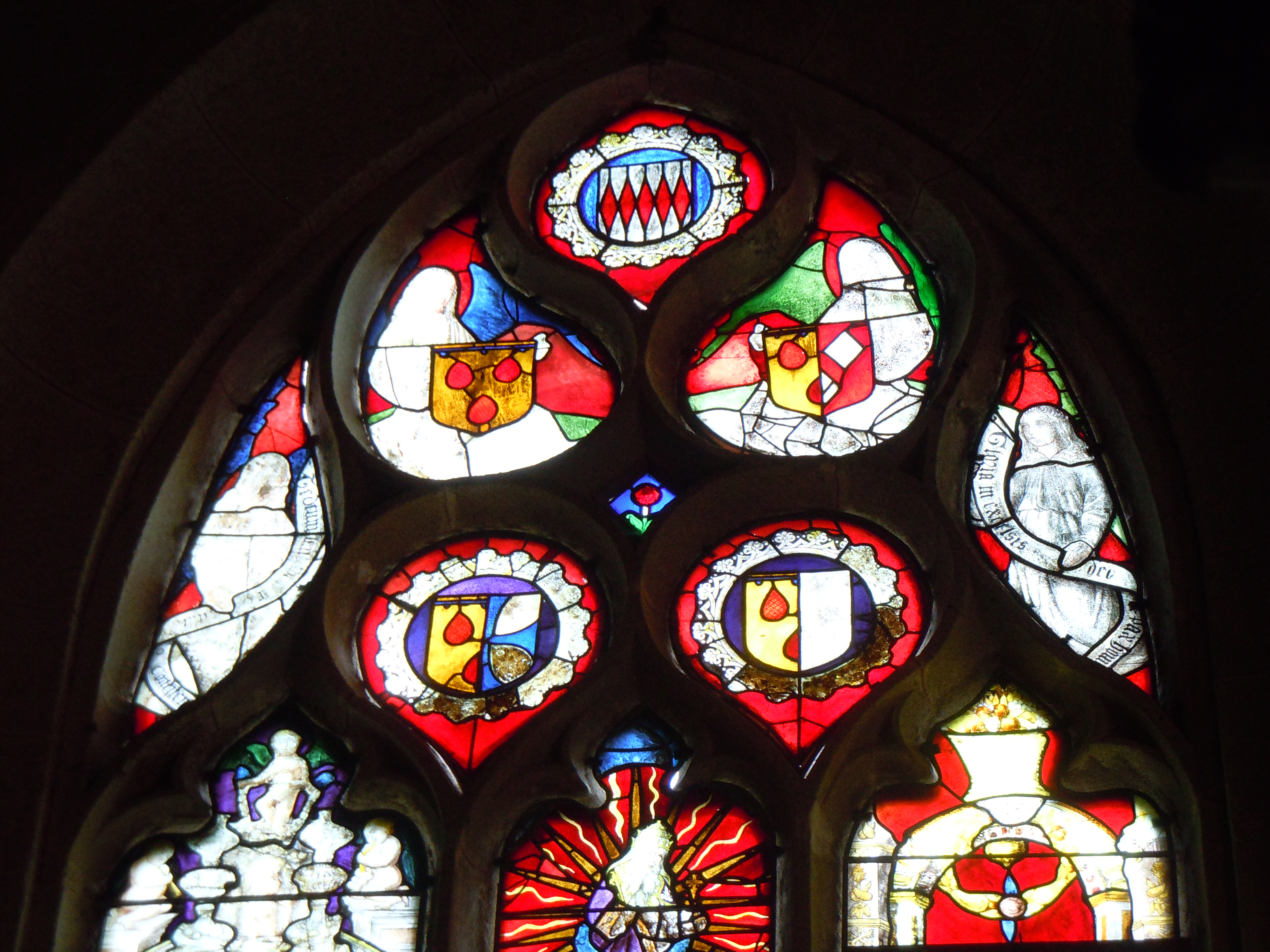
Blasons des familles Bouteville, Talhouët, de Kermeno, de la Bouexière

## Éléments associés
Proche du campanile et de la maison du gardien, se trouve un enclos qui abrite le tombeau de Claude René Bellanger (1768-1845), officier de l'armée napoléonienne né au Faouët (commune dont il est devenu maire) et désirant être enterré à cet endroit. La tombe, entourée d'une grille en fer forgé, comporte une dalle supérieure constituée d'une seule pierre d'ardoise des carrières de Gourin.
À environ 400 mètres de la chapelle en poursuivant un chemin en contrebas dans la forêt, vers l'Ellé, se trouve la fontaine à dévotion Sainte-Barbe construite en 1708. Entourée d'un enclos carré à banc intérieur, cette fontaine est composée d'un bassin de plan rectangulaire, d'un mur de fond creusé d'une niche concave en coquille couverte par un arc en plein-cintre abritant la statue de sainte Barbe : amputée de sa tête et le bras droit coupé (il devait tenir une palme), la sainte est vêtue d'une robe à épaulettes bouffantes et retient un pan du manteau de la main gauche. Répondant à sa tradition iconographique, elle s'appuie sur une tour. La tradition locale lui attribue une prétendue protection contre la foudre, le feu ou les accidents, ainsi que pour les jeunes femmes célibataires une fonction d'oracle pour un mariage dans l'année si une épingle à cheveux à tête ronde jetée dans la fontaine pénètre la fente de son fond.
Dans les environs de la chapelle, principalement sur le plateau la surplombant, poussent au printemps des asphodèles d'Arrondeau, espèce rare et protégée en Bretagne.

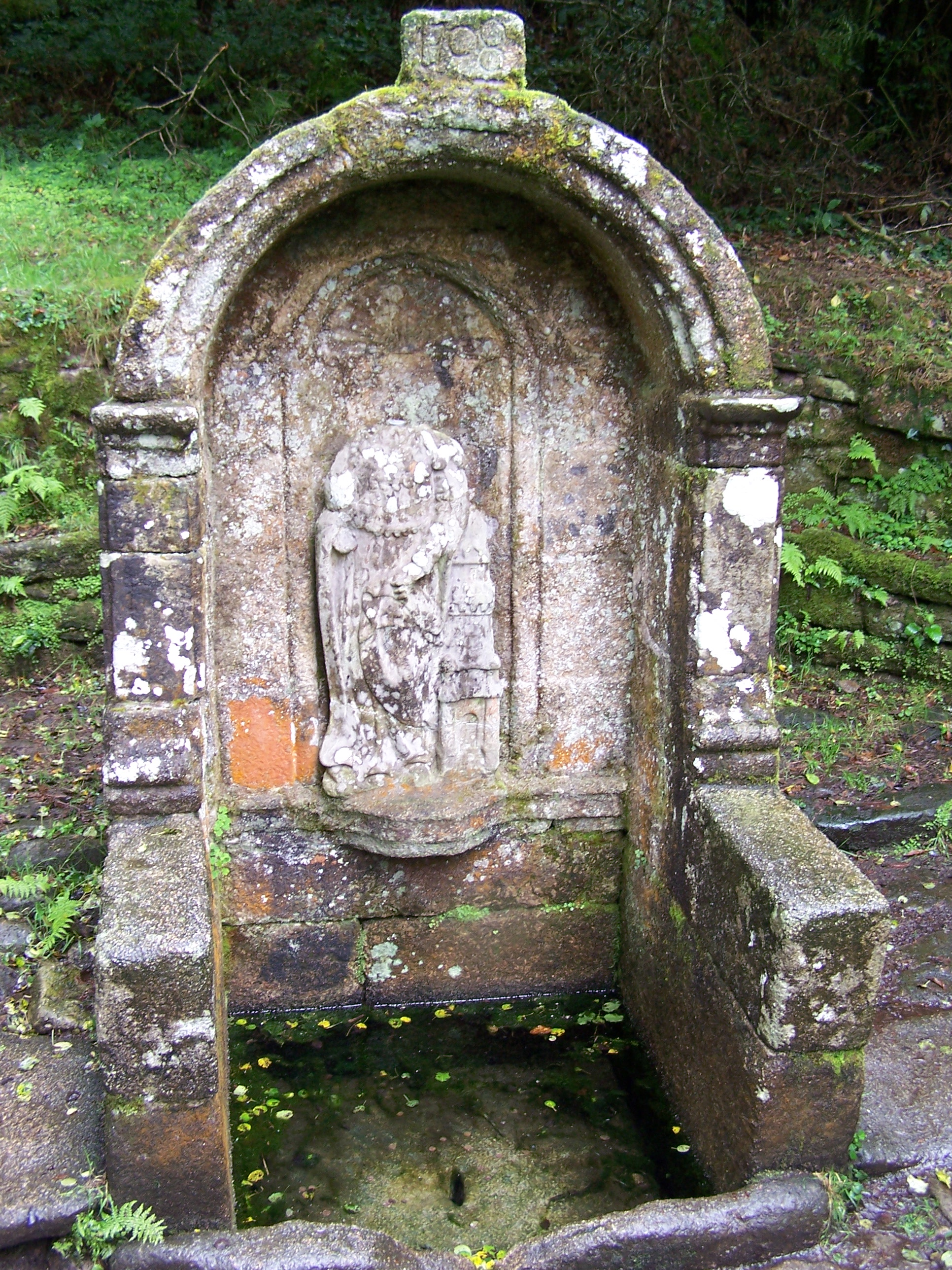
La fontaine Sainte-Barbe en 2011.
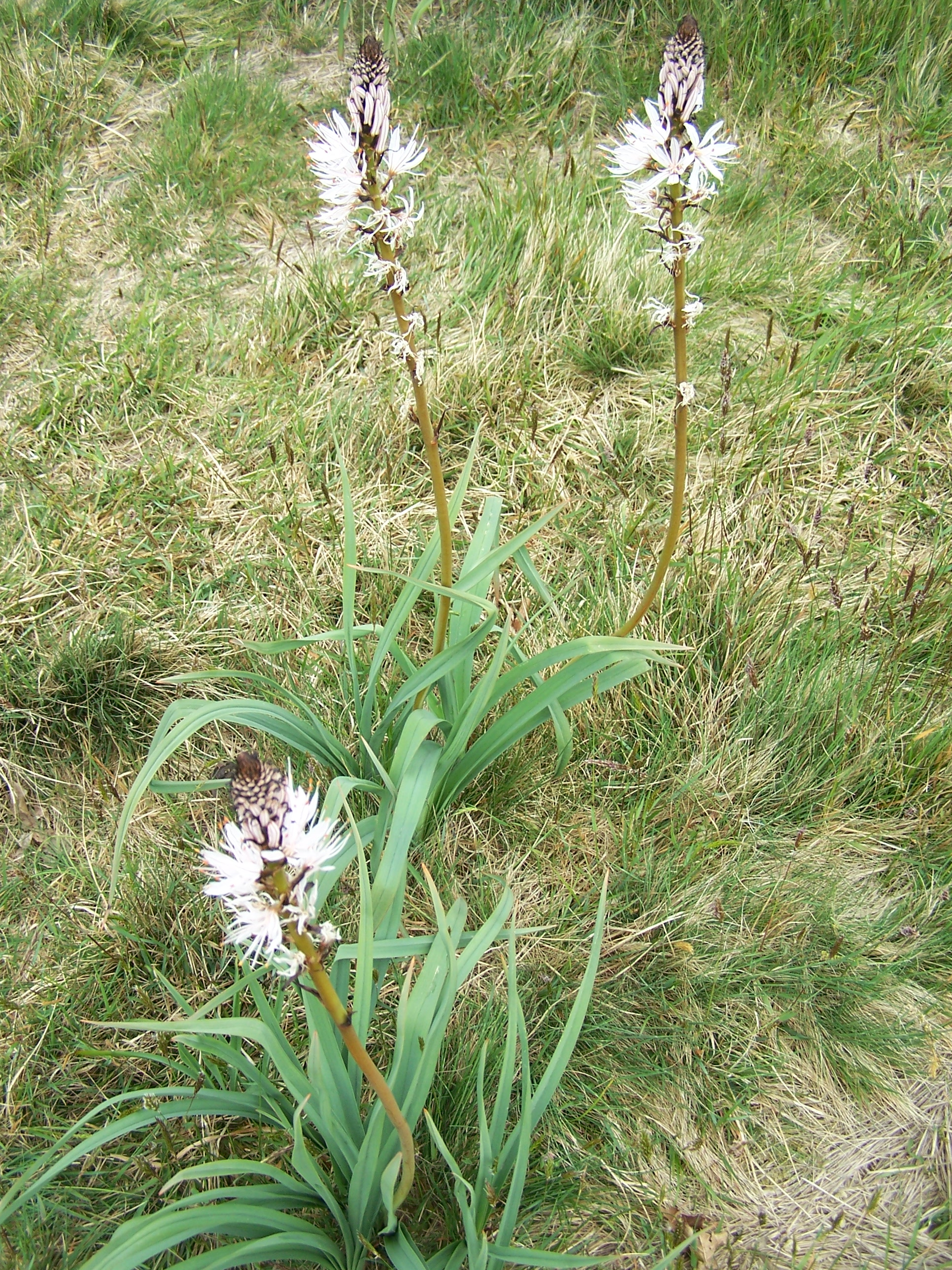
Les asphodèles d'Arrondeau du plateau Sainte-Barbe.

De nombreux artistes ont représenté la chapelle Sainte-Barbe.

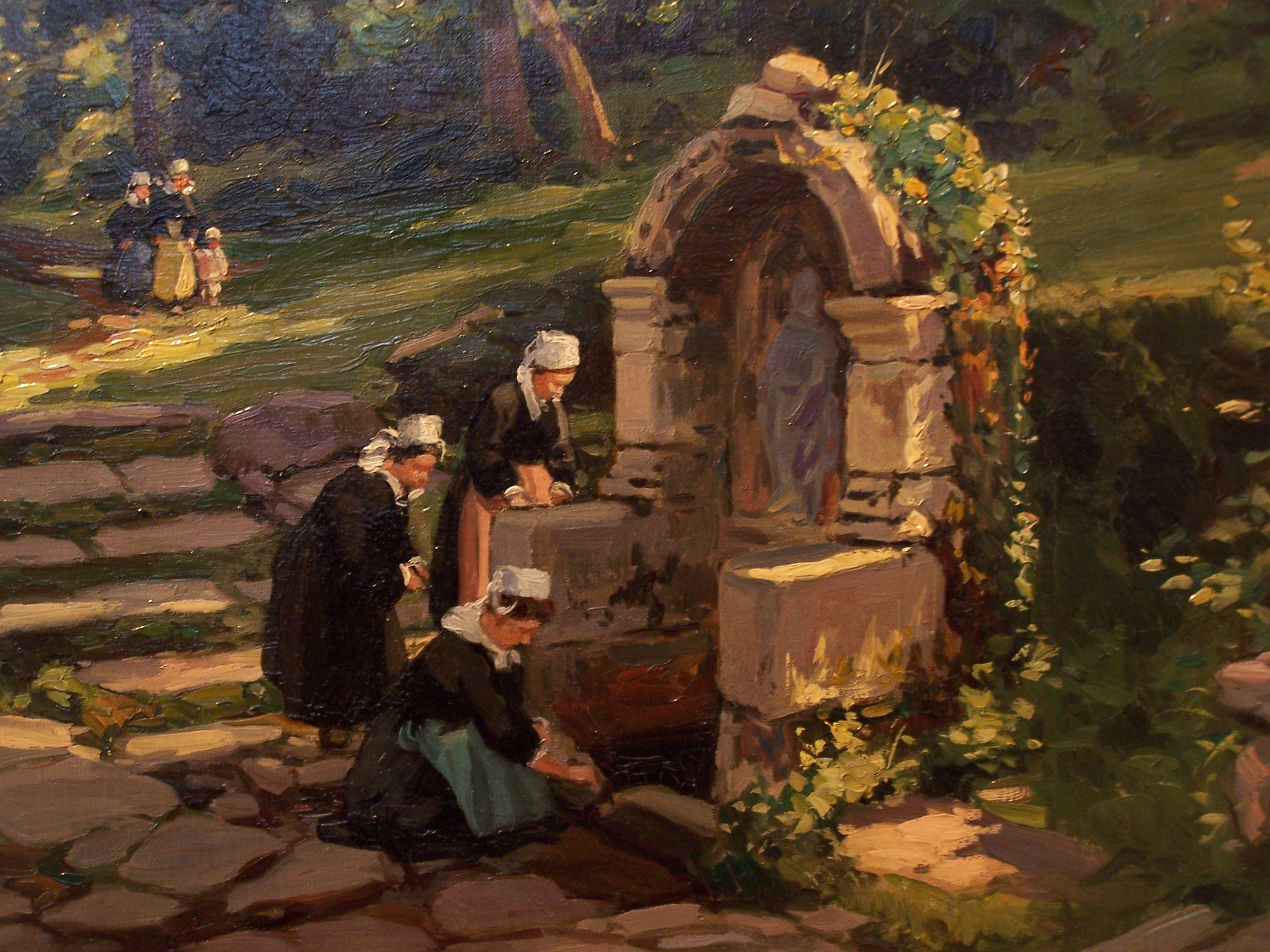
Henri Barnoin : Fontaine Sainte-Barbe (Musée du Faouët)
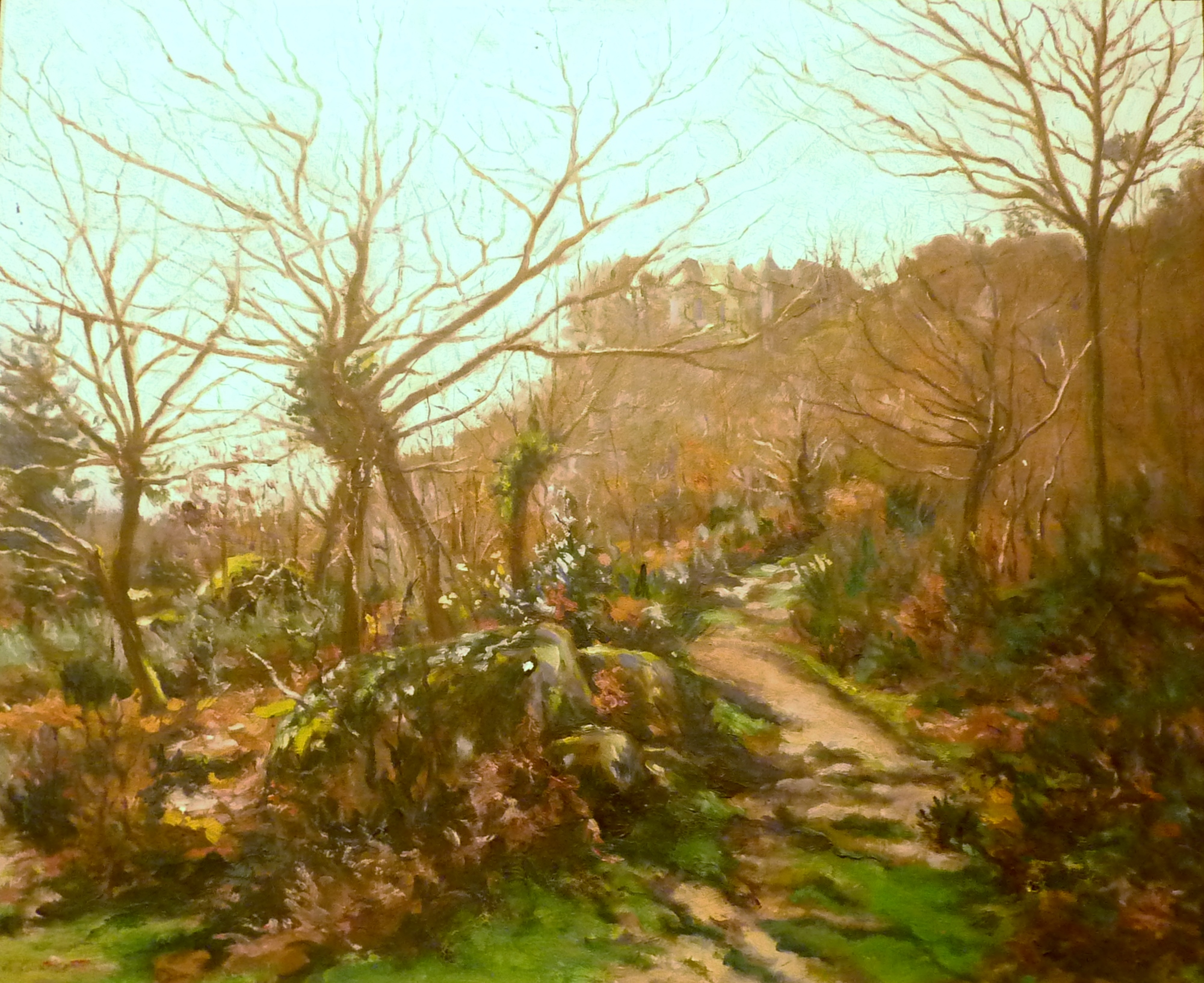
Alphonse Le Leuxhe (1880-1914) : Le chemin de Sainte-Barbe [au Faouët] (huile sur toile, vers 1914, Musée du Faouët)
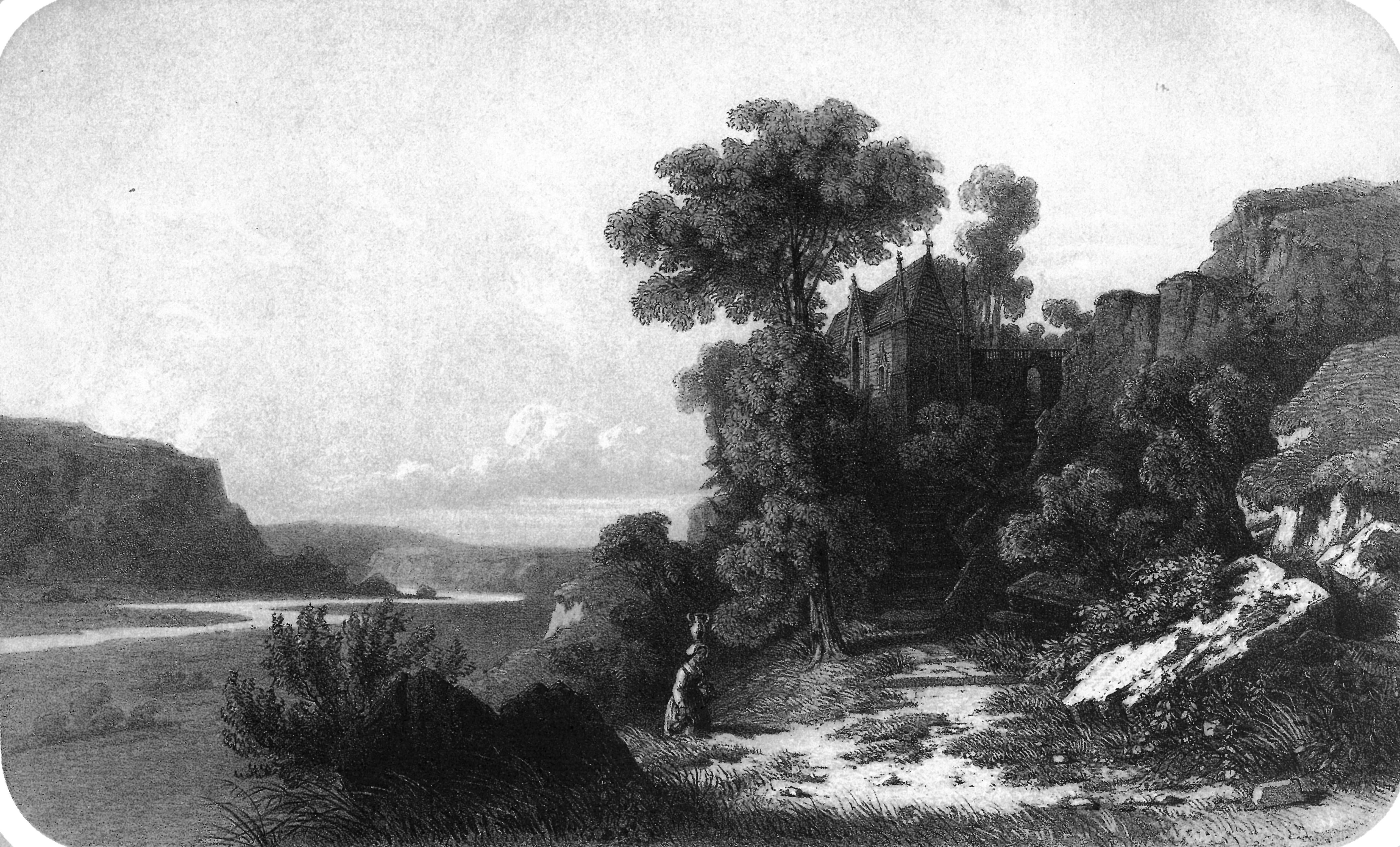
Chapelle Sainte-Barbe au Faouët, gravure de Thomas Drake, 1860.
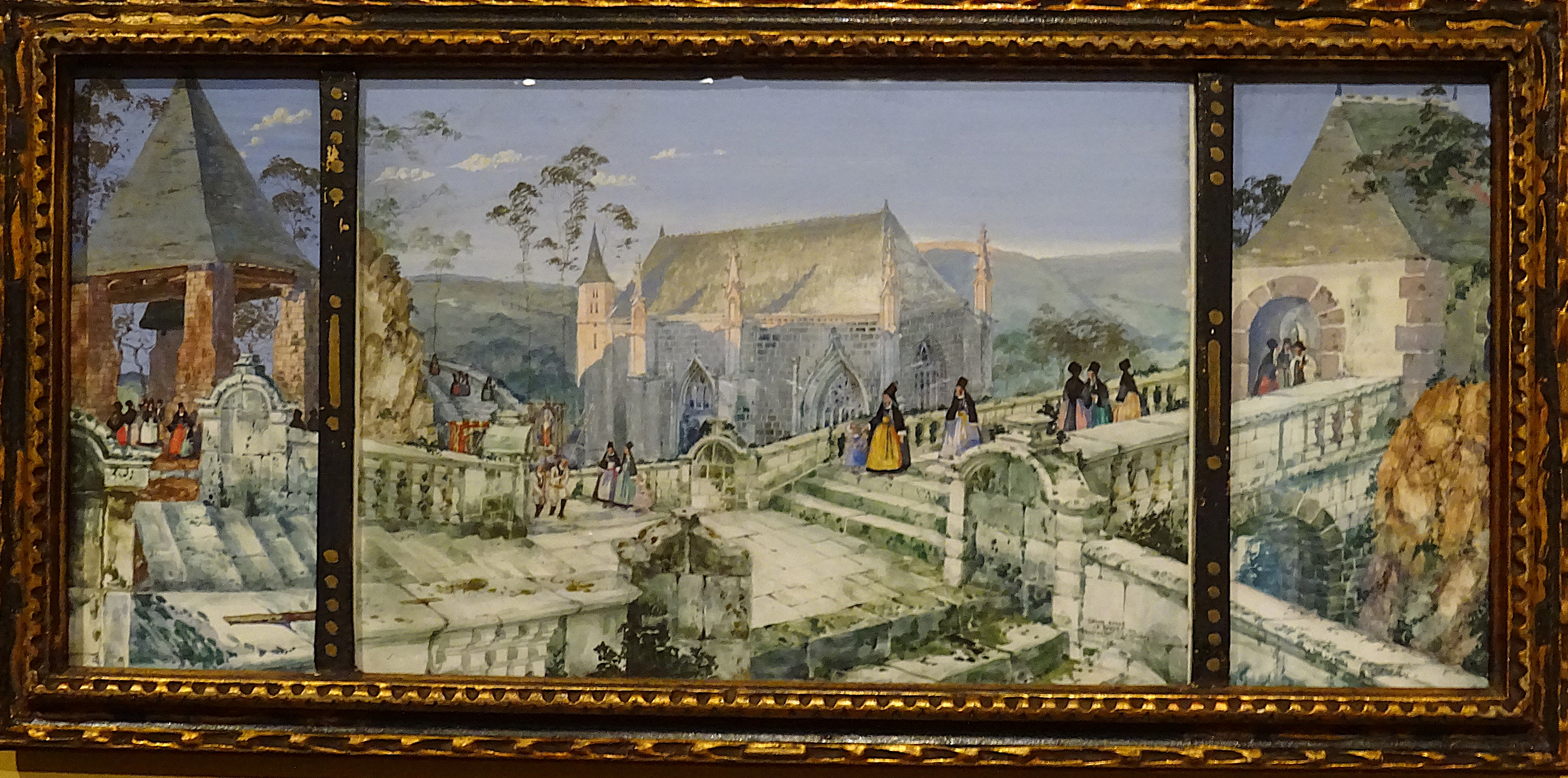
Ernest Guérin : Le pardon de Sainte-Barbe, Le Faouët, vers 1931 (aquarelle et gouache sur papier).